# Chaudon (Eure-et-Loir)
Pour les articles homonymes, voir Chaudon-Norante dans les Alpes-de-Haute-Provence.
Chaudon est une commune française située dans le nord du département d'Eure-et-Loir en région Centre-Val de Loire.

## Géographie

### Situation
Chaudon est située entre Dreux et Nogent-le-Roi, à la fois aux portes de la Normandie et à 1 heure de Paris par la route nationale 12.
Dans la vallée de l'Eure, à l'est du Perche, Chaudon est rattachée au canton de Dreux-2. La commune est à environ 32 km au nord-est de Chartres, préfecture du département d'Eure-et-Loir. Elle est également implantée à 14 km au sud-est de Dreux, sous-préfecture départementale et bureau centralisateur du canton de Dreux-2.
Chaudon, bien qu'étant une commune du département d'Eure-et-Loir, fait partie de l'aire urbaine de Paris.

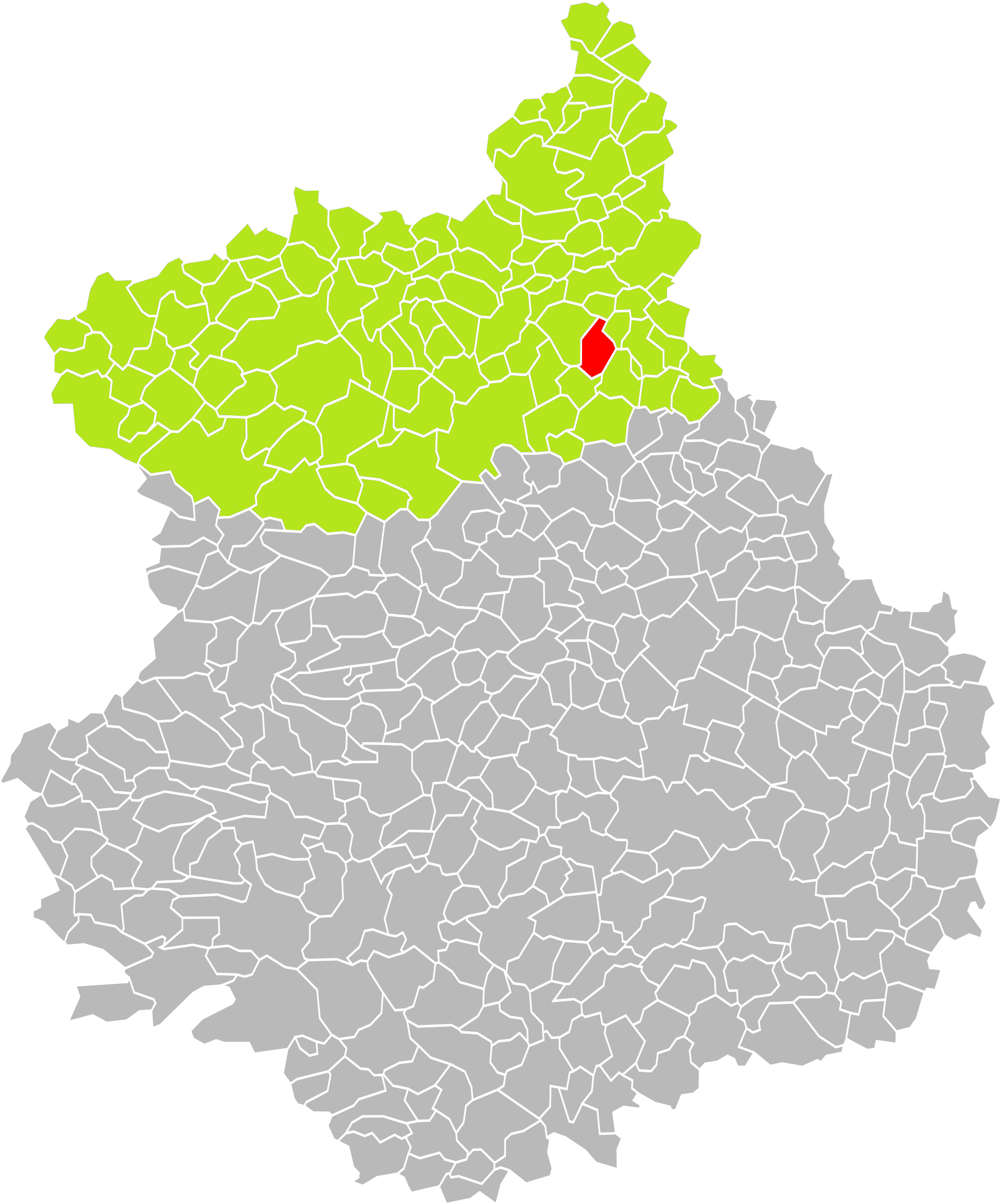
Position de Chaudon (en rouge) dans l'arrondissement de Dreux (en vert) du département d'Eure-et-Loir (grisé).

### Communes limitrophes
| Villemeux-sur-Eure | Croisilles | Bréchamps     |
| Villemeux-sur-Eure | Chaudon    | Bréchamps     |
| Villemeux-sur-Eure | Ormoy      | Nogent-le-Roi |

### Hameaux, lieux-dits et écarts
La commune de Chaudon se compose du bourg, en lui-même, et de trois hameaux : Mormoulins, Ruffin et Vaubrun.

### Climat
Pour des articles plus généraux, voir Climat du Centre-Val de Loire et Climat d'Eure-et-Loir.
En 2010, le climat de la commune est de type climat océanique dégradé des plaines du Centre et du Nord, selon une étude du CNRS s'appuyant sur une série de données couvrant la période 1971-2000. En 2020, Météo-France publie une typologie des climats de la France métropolitaine dans laquelle la commune est dans une zone de transition entre le climat océanique et le climat océanique altéré et est dans la région climatique Sud-ouest du bassin Parisien, caractérisée par une faible pluviométrie, notamment au printemps (120 à 150 mm) et un hiver froid (3,5 °C).
Pour la période 1971-2000, la température annuelle moyenne est de 10,7 °C, avec une amplitude thermique annuelle de 14,7 °C. Le cumul annuel moyen de précipitations est de 619 mm, avec 10,5 jours de précipitations en janvier et 7,8 jours en juillet. Pour la période 1991-2020, la température moyenne annuelle observée sur la station météorologique de Météo-France la plus proche, « Marville_sapc », sur la commune de Marville-Moutiers-Brûlé à 8 km à vol d'oiseau, est de 11,1 °C et le cumul annuel moyen de précipitations est de 571,8 mm,. Pour l'avenir, les paramètres climatiques de la commune estimés pour 2050 selon différents scénarios d'émission de gaz à effet de serre sont consultables sur un site dédié publié par Météo-France en novembre 2022.

### Transports et voies de communications

#### Desserte ferroviaire
Les gares SNCF les plus proches sont celles de Dreux, de Maintenon et d'Épernon.

#### Bus
La commune est desservie par la ligne 8 du Transbeauce (Dreux - Nogent-le-Roi - Maintenon).

## Urbanisme

### Typologie
Au 1er janvier 2024, Chaudon est catégorisée petite ville, selon la nouvelle grille communale de densité à 7 niveaux définie par l'Insee en 2022.
Elle appartient à l'unité urbaine de Nogent-le-Roi, une agglomération intra-départementale dont elle est une commune de la banlieue,. Par ailleurs la commune fait partie de l'aire d'attraction de Paris, dont elle est une commune de la couronne,.

### Occupation des sols
L'occupation des sols de la commune, telle qu'elle ressort de la base de données européenne d’occupation biophysique des sols Corine Land Cover (CLC), est marquée par l'importance des territoires agricoles (61,7 % en 2018), une proportion sensiblement équivalente à celle de 1990 (61,5 %). La répartition détaillée en 2018 est la suivante : 
terres arables (53,1 %), forêts (26,8 %), zones urbanisées (11,4 %), prairies (8,7 %). L'évolution de l’occupation des sols de la commune et de ses infrastructures peut être observée sur les différentes représentations cartographiques du territoire : la carte de Cassini (XVIIIe siècle), la carte d'état-major (1820-1866) et les cartes ou photos aériennes de l'IGN pour la période actuelle (1950 à aujourd'hui).

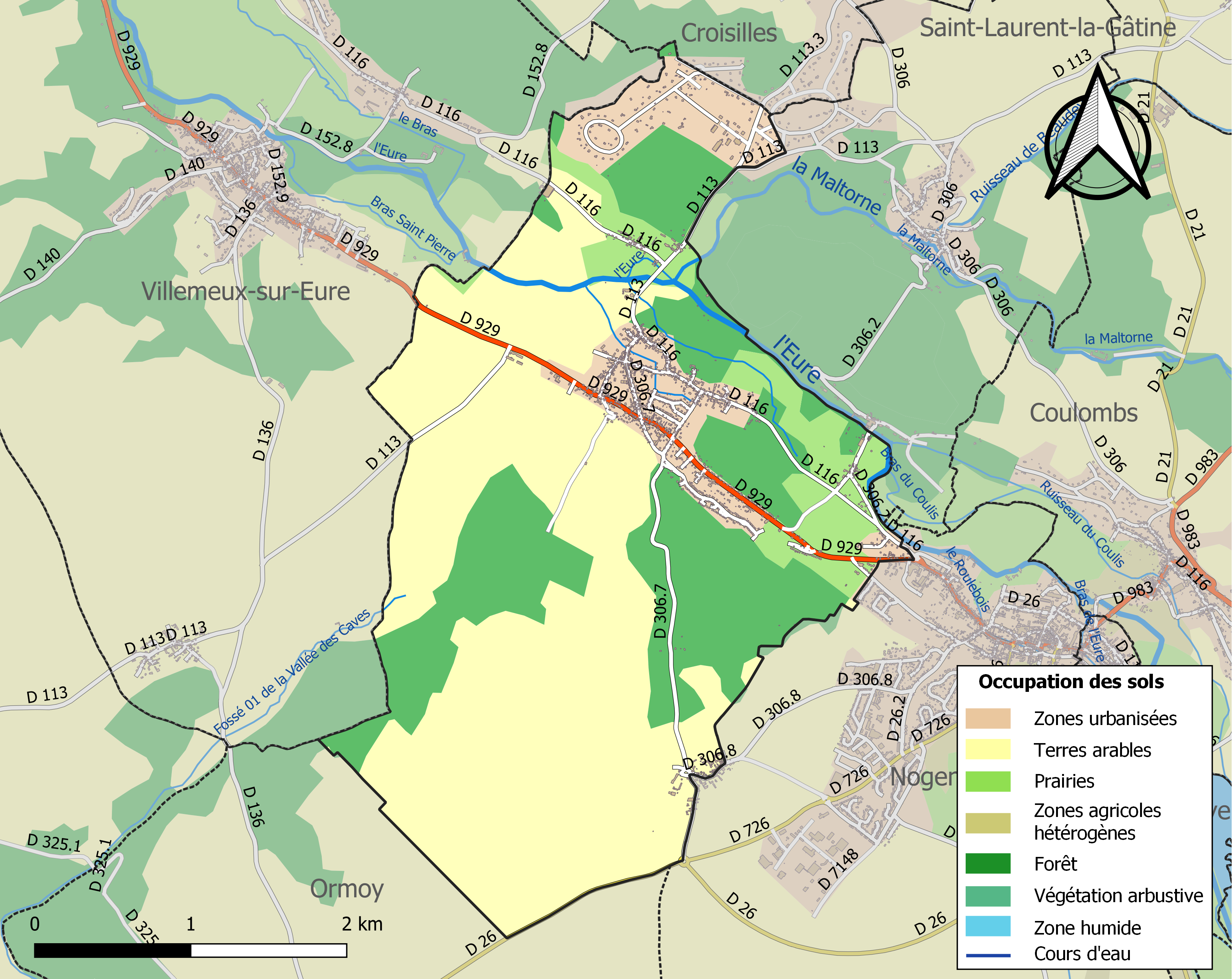
Carte des infrastructures et de l'occupation des sols de la commune en 2018 (CLC).

### Risques majeurs
Le territoire de la commune de Chaudon est vulnérable à différents aléas naturels : météorologiques (tempête, orage, neige, grand froid, canicule ou sécheresse), inondations, mouvements de terrains et séisme (sismicité très faible). Il est également exposé à un risque technologique, le transport de matières dangereuses. Un site publié par le BRGM permet d'évaluer simplement et rapidement les risques d'un bien localisé soit par son adresse soit par le numéro de sa parcelle.

#### Risques naturels
Certaines parties du territoire communal sont susceptibles d’être affectées par le risque d’inondation par débordement de cours d'eau et par ruissellement et coulée de boue, notamment la Maltorne et l'Eure. La commune a été reconnue en état de catastrophe naturelle au titre des dommages causés par les inondations et coulées de boue survenues en 1995, 1999 et 2018,.

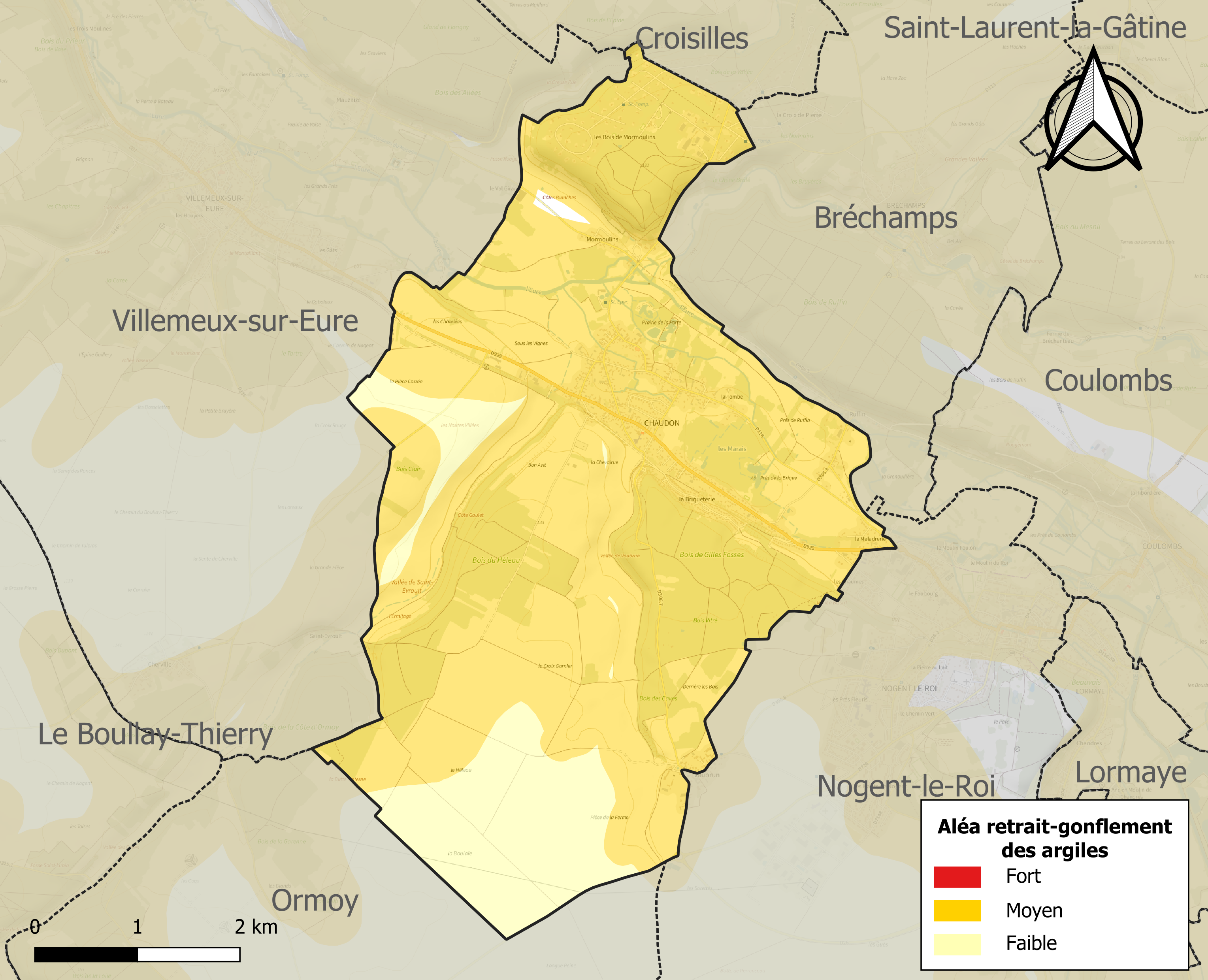
Carte des zones d'aléa retrait-gonflement des sols argileux de Chaudon.

Les mouvements de terrains susceptibles de se produire sur la commune sont des affaissements et effondrements liés aux cavités souterraines. L'inventaire national des cavités souterraines permet de localiser celles situées sur la commune.
Le retrait-gonflement des sols argileux est susceptible d'engendrer des dommages importants aux bâtiments en cas d’alternance de périodes de sécheresse et de pluie. 85,4 % de la superficie communale est en aléa moyen ou fort (52,8 % au niveau départemental et 48,5 % au niveau national). Sur les 759 bâtiments dénombrés sur la commune en 2019, 759 sont en aléa moyen ou fort, soit 100 %, à comparer aux 70 % au niveau départemental et 54 % au niveau national. Une cartographie de l'exposition du territoire national au retrait gonflement des sols argileux est disponible sur le site du BRGM,.
Concernant les mouvements de terrains, la commune a été reconnue en état de catastrophe naturelle au titre des dommages causés par des mouvements de terrain en 1999.

#### Risques technologiques
Le risque de transport de matières dangereuses sur la commune est lié à sa traversée par des infrastructures routières ou ferroviaires importantes ou la présence d'une canalisation de transport d'hydrocarbures. Un accident se produisant sur de telles infrastructures est en effet susceptible d’avoir des effets graves au bâti ou aux personnes jusqu’à 350 m, selon la nature du matériau transporté. Des dispositions d’urbanisme peuvent être préconisées en conséquence.

## Toponymie
L'origine de la localité parait être antérieure à l'époque carolingienne, son nom dans les chartes du Moyen Âge et dans les titres postérieurs est attesté sous les formes Casdon vers 820, Chasdum vers 1130.

## Histoire

### Ancien Régime

#### Liste des seigneurs
- Pierre Le Bigot, seigneur de Chaudon, 1335
- Henri de Coich, seigneur de Chaudon, 1396
- Clément Le Bigot, seigneur de Chaudon, 1403
- Marguerite de Trie, vicomtesse de Nogent-le-Roi, dame de Chaudon, 1417
- Guillemette Le Bigot, épouse Jehan de Fontaines, dame de Chaudon, 1460
- Pierre de Fontaines, seigneur de Chaudon, 1460
- Pierre de Fontaines, seigneur de Chaudon, 1476
- Raoul de Fontaines, seigneur de Chaudon, 1504
- Jacques de Fontaines, seigneur de Chaudon, 1516
- Florence de Fontaines, dame de Chaudon, 1553
- Pierre de Fontaines, seigneur de Chaudon, 1555
- Jacqueline de Fontaines, épouse Urbain de Naucelles, dame de Chaudon, 1568
- Charles de Naucelles, seigneur de Chaudon, 1602
- Charles de Naucelles vend à Jean Charles de Bochart, la terre et seigneurie, 10 juin 1608
- Charles de Bochart, seigneur de Chaudon, 1640
- Étienne de Bochart, seigneur de Chaudon, 1662
- Charles Marie Joseph de Bochart, prieur de Vert-en-Drouais, donne à Anne Charlotte de Bochart, épouse Jean Baptiste de Loyac de la Bachellerie, la terre et seigneurie de Chaudon, 1686[19]
- Jean Baptiste Antoine de Loyac de la Bachellerie, seigneur de Chaudon, 1738
- Marie Claude de Grenet, veuve de Jean Baptiste Antoine de Loyac de la Bachellerie, seigneur de Chaudon, 1756[20]
- Louis Claude Jean Baptiste Charles François de Loyac de la Bachellerie, vend à Louis Jean Le Normand de Champflé, receveur général des finances de Picardie, la terre et seigneurie de Chaudon, 20 avril 1774
- Louis Charles de Normand vend à Pierre Le Texier de Montainville, la terre et seigneurie de Chaudon, 16 mars 1780
- Pierre Le Texier de Montainville vend à Pierre Denis de Fergeol de Villiers, la terre et seigneurie de Chaudon, 1781

Armoiries des seigneurs de Chaudon et Mormoulins
Blason de la famille Bigot.
Blason de la famille Trie, branche de Sérifontaine.
Blason de la famille de Fontaines.
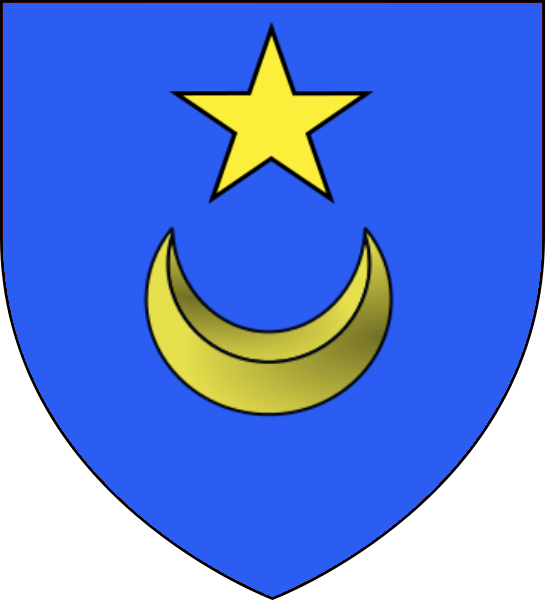
Blason de la famille Bochart.

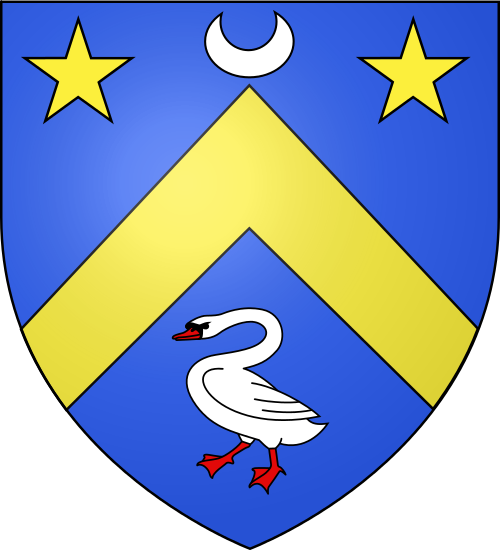
Blason de la famille Loyac de la Bachellerie.
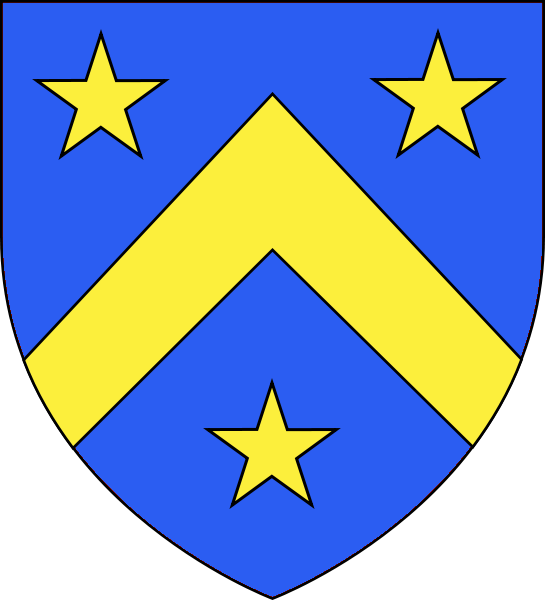
Blason de la famille du Temple de Chevrigny.
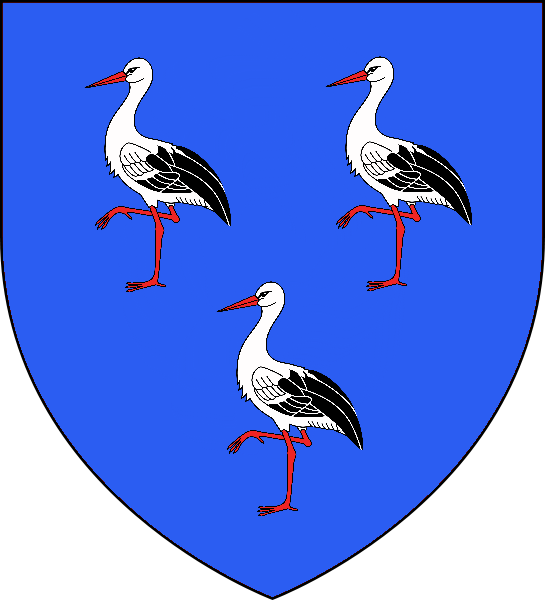
Blason de la famille Le Texier de Montainville.
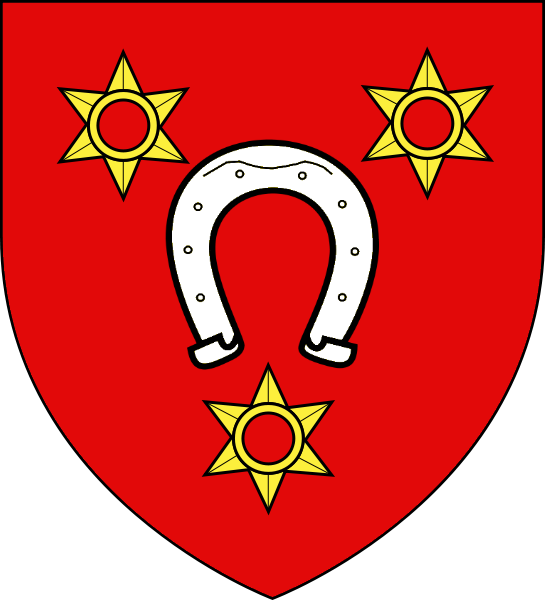
Blason de la famille Fergeol de Villers.

### Époque contemporaine

#### Desserte ferroviaire
De 1887 à 1940, cette commune bénéficiait d'une halte permettant aux voyageurs d'emprunter la ligne d'Auneau-Ville à Dreux via Gallardon et Maintenon.

## Politique et administration

### Liste des maires
De 1789 à 1799, les agents municipaux (maires) sont élus au suffrage direct pour 2 ans et rééligibles, par les citoyens actifs de la commune, contribuables payant une contribution au moins égale à 3 journées de travail dans la commune. Sont éligibles ceux qui paient un impôt au moins équivalent à dix journées de travail.
De 1799 à 1848, La constitution du 22 frimaire an VIII (13 décembre 1799) revient sur l’élection du maire, les maires sont nommés par le préfet pour les communes de moins de 5 000 habitants. La Restauration instaure la nomination des maires et des conseillers municipaux. Après 1831, les maires sont nommés (par le roi pour les communes de plus de 3 000 habitants, par le préfet pour les plus petites), mais les conseillers municipaux sont élus pour six ans.
Du 3 juillet 1848 à 1851, les maires sont élus par le conseil municipal pour les communes de moins de 6 000 habitants.
De 1851 à 1871, les maires sont nommés par le préfet, pour les communes de moins de 3 000 habitants et pour 5 ans à partir de 1855.
Depuis 1871, les maires sont élus par le conseil municipal à la suite de son élection au suffrage universel.
| Période      | Période        | Identité                             | Étiquette    | Qualité                                                                                        |
| ------------ | -------------- | ------------------------------------ | ------------ | ---------------------------------------------------------------------------------------------- |
| 1793         | 1794           | Louis Maréchal                       |              | Officier public                                                                                |
| 1794         | 1797           | Rémy Maréchal                        |              | Maire puis agent municipal                                                                     |
| 1797         | 1799           | Etienne Maréchal                     |              | Agent municipal                                                                                |
| 1799         | 1800           | Rémy Maréchal                        |              | Agent puis adjoint municipal                                                                   |
| An IX        |                | Nicolas Gateau                       |              |                                                                                                |
| An XI        |                | Pierre Denis de Fergeol de Villers   |              | Marquis de Villers, brigadier des armées du roi et capitaine au régiment des Gardes-Françaises |
| An XII       |                | Claude Letellier                     |              |                                                                                                |
| 1808         | 1813           | Baptiste Hamard                      |              |                                                                                                |
| 1813         | 1816           | Jacques Baubion                      |              |                                                                                                |
| 1816         | 1848           | Pierre Téton                         |              | Meunier                                                                                        |
| 1848         | 1875           | Louis Charles du Temple de Chevrigny | Centre droit | Propriétaire terrien                                                                           |
| 1875         | 1876           | Pierre Noël Brière                   |              |                                                                                                |
| 1876         | 1879           | Louis François Piquet                |              |                                                                                                |
| 1879         | 1886           | Jacques Frédéric Baudoin             |              |                                                                                                |
| 1886         | 1893           | Louis Oscar de Cassin de Kainlis     |              | Baron de Kainlis, sous-lieutenant de lanciers                                                  |
| 1893         | 1904           | Ernest Octave Marchand               |              |                                                                                                |
| 1904         | 1906           | Pierre Constant Léon Portois         |              |                                                                                                |
| 1906         | 1911           | Henri Ruelle                         |              |                                                                                                |
| 1911         | 1935           | Lucien Laurent                       |              |                                                                                                |
| 1935         | 1937           | René Gallo                           |              |                                                                                                |
| 1937         | 1953           | Noël Huveau                          |              | Conseiller général du canton de Nogent-le-Roi                                                  |
| 1953         | 1959           | Camille Godard                       |              | Agriculteur                                                                                    |
| 1959         | 1965           | Georges Courbarien                   |              |                                                                                                |
| 1965         | 1971           | Maurice Brossier                     |              |                                                                                                |
| mars 1971    | septembre 2016 | Jean-Jacques Guet                    |              | Retraité de l'enseignement                                                                     |
| octobre 2016 | En cours       | Dominique Maillard,                  |              | Ancien ouvrier                                                                                 |

### Finances locales
Le tableau ci-dessous présente l'évolution de la capacité d'autofinancement, un des indicateurs des finances locales de Chaudon, sur une période de dix ans :
|                      | 2006 | 2007 | 2008 | 2009 | 2010 | 2011 | 2012 | 2013 | 2014 | 2015 |
| -------------------- | ---- | ---- | ---- | ---- | ---- | ---- | ---- | ---- | ---- | ---- |
| Chaudon              | 165  | 117  | 128  | 146  | 145  | 176  | 191  | 143  | 71   | 112  |
| Moyenne de la strate | 151  | 152  | 151  | 147  | 150  | 168  | 168  | 156  | 149  | 149  |

| ■ CAF de Chaudon ■ CAF moyenne de la strate |

Au cours des dix dernières années, la capacité d'autofinancement de la commune est toujours positive. Elle reste toujours proche de la valeur moyenne de la strate des communes comparables. En 2014, la construction de la salle des associations la fait chuter brutalement, mais elle reste tout de même positive, et remonte vers la moyenne de la strate l'année suivante. Le fonds de roulement reste positif sur toute la période considérée ; il en est de même du résultat comptable, toujours proche de la moyenne de la strate,.

### Tendances politiques et résultats

#### Élections présidentielles, résultats des deuxièmes tours
- Élection présidentielle de 2022[27] : 50,48 % pour Emmanuel Macron (REM), 49,52 % pour Marine Le Pen (RN), 78,17 % de participation.
- Élection présidentielle de 2017[28] : 54,91 % pour Emmanuel Macron (REM), 45,09 % pour Marine Le Pen (FN), 80,30 % de participation.
- Élection présidentielle de 2012[29] : 54,37 % pour Nicolas Sarkozy (UMP), 45,63 % pour François Hollande (PS), 85,96 % de participation.
- Élection présidentielle de 2007[30] : 60,32 % pour Nicolas Sarkozy (UMP), 39,68 % pour Ségolène Royal (PS), 87,51 % de participation.
- Élection présidentielle de 2002[31] : 81,69 % pour Jacques Chirac (RPR), 18,31 % pour Jean-Marie Le Pen (FN), 82,39 % de participation.

#### Élections législatives, résultats des deuxièmes tours
- Élections législatives de 2022
  - 1re circonscription[32]: 58,10 % pour Guillaume Kasbarian (LREM), 41,90 % pour Quentin Guillemain (NUPES), 46,44 % de participation.
- Élections législatives de 2017
  - 1re circonscription[33]: 52,94 % pour Franck Masselus (LR), 47,06 % pour Guillaume Kasbarian (LREM), 41,67 % de participation.
- Élections législatives de 2012
  - 1re circonscription[34]:  50,08 % pour David Lebon (PS), 49,92 % pour Jean-Pierre Gorges (UMP), 59,54 % de participation.
- Élections législatives de 2007
  - 1re circonscription[35] : 54,60 %  pour Jean-Pierre Gorges (UMP), 45,40 % pour Françoise Vallet (PS), 60,72 % de participation.
- Élections législatives de 2002
  - 1re circonscription[36] : 51,52 % pour Jean-Pierre Gorges (UMP), 48,48 % pour Georges Lemoine (PS), 58,21 % de participation.

#### Élections européennes, résultats des deux meilleurs scores
- Élections européennes de 2019 en France : 29,30% pour la liste Prenez le pouvoir, liste soutenue par Marine Le Pen (RN), 16,89% pour la liste Renaissance soutenue par La République En Marche, le MODEM et ses partenaires (LREM), 56,58% de participation.
- Élections européennes de 2014[37] : 26,62 % pour la liste Bleu Marine - Non à Bruxelles, oui à la France (LFN), 20,13 % pour la liste Pour la France, agir en Europe avec Brice Hortefeux (LUMP), 44,07 % de participation.
- Élections européennes de 2009[38] : 26,93 % pour Jean-Pierre Audy (UMP), 16,27 % pour Henri Weber (PS), 37,70 % de participation.
- Élections européennes de 2004[39] : 31,90 % pour Catherine Guy-Quint (PS), 19,29 % pour Brice Hortefeux (UMP), 42,27 % de participation.

#### Élections régionales, résultats des deux meilleurs scores
- Élections régionales de 2015[40] : 37,31 % pour Philippe Loiseau (FN), 34,44 % pour Philippe Vigier (Union de la Droite), 60,04 % de participation.
- Élections régionales de 2010[41] : 49,70 % pour François Bonneau (PS), 35,05 % pour Hervé Novelli (UMP), 49,91 % de participation.
- Élections régionales de 2004[42] : 50,41 % pour Michel Sapin (PS), 32,95 % pour Serge Vinçon (UMP), 63,49 % de participation

#### Référendums
- Référendum de 2005 relatif au traité établissant une Constitution pour l’Europe[43] : 59,35 % pour le Non, 40,65 % pour le Oui, 73,34 % de participation.
- Référendum de 1992 relatif à la ratification du traité sur l'Union Européenne[44] : 54,89 % pour le Non, 45,11 % pour le Oui, 74,88 % de participation.

## Population et société

### Démographie

#### Évolution démographique
L'évolution du nombre d'habitants est connue à travers les recensements de la population effectués dans la commune depuis 1793. Pour les communes de moins de 10 000 habitants, une enquête de recensement portant sur toute la population est réalisée tous les cinq ans, les populations de référence des années intermédiaires étant quant à elles estimées par interpolation ou extrapolation. Pour la commune, le premier recensement exhaustif entrant dans le cadre du nouveau dispositif a été réalisé en 2005.

En 2022, la commune comptait 1 689 habitants, en évolution de +0,54 % par rapport à 2016 (Eure-et-Loir : −0,23 %, France hors Mayotte : +2,11 %).
| 1793 | 1800 | 1806 | 1821 | 1831 | 1836 | 1841 | 1846 | 1851 |
| ---- | ---- | ---- | ---- | ---- | ---- | ---- | ---- | ---- |
| 906  | 772  | 790  | 826  | 836  | 872  | 869  | 903  | 900  |

| 1856 | 1861 | 1866 | 1872 | 1876 | 1881 | 1886 | 1891 | 1896 |
| ---- | ---- | ---- | ---- | ---- | ---- | ---- | ---- | ---- |
| 881  | 850  | 848  | 780  | 775  | 771  | 770  | 785  | 776  |

| 1901 | 1906 | 1911 | 1921 | 1926 | 1931 | 1936 | 1946 | 1954 |
| ---- | ---- | ---- | ---- | ---- | ---- | ---- | ---- | ---- |
| 714  | 650  | 625  | 589  | 663  | 666  | 603  | 639  | 747  |

| 1962 | 1968 | 1975 | 1982  | 1990  | 1999  | 2005  | 2006  | 2010  |
| ---- | ---- | ---- | ----- | ----- | ----- | ----- | ----- | ----- |
| 742  | 882  | 873  | 1 009 | 1 364 | 1 411 | 1 541 | 1 548 | 1 624 |

| 2015  | 2020  | 2022  | - | - | - | - | - | - |
| ----- | ----- | ----- | - | - | - | - | - | - |
| 1 668 | 1 662 | 1 689 | - | - | - | - | - | - |

#### Pyramide des âges
La population de la commune est relativement jeune.
En 2018, le taux de personnes d'un âge inférieur à 30 ans s'élève à 34,9 %, soit au-dessus de la moyenne départementale (34,7 %). À l'inverse, le taux de personnes d'âge supérieur à 60 ans est de 24,1 % la même année, alors qu'il est de 26,5 % au niveau départemental.
En 2018, la commune comptait 830 hommes pour 847 femmes, soit un taux de 50,51 % de femmes, légèrement inférieur au taux départemental (51,12 %).
Les pyramides des âges de la commune et du département s'établissent comme suit.
| Hommes | Classe d’âge | Femmes |
| ------ | ------------ | ------ |
| 0,5    | 90 ou +      | 0,8    |
| 5,2    | 75-89 ans    | 7,2    |
| 15,9   | 60-74 ans    | 18,5   |
| 21,5   | 45-59 ans    | 19,8   |
| 20,8   | 30-44 ans    | 20,0   |
| 14,8   | 15-29 ans    | 14,7   |
| 21,3   | 0-14 ans     | 19,1   |

| Hommes | Classe d’âge | Femmes |
| ------ | ------------ | ------ |
| 0,8    | 90 ou +      | 1,9    |
| 7,1    | 75-89 ans    | 9,5    |
| 17,3   | 60-74 ans    | 18     |
| 20,6   | 45-59 ans    | 20     |
| 18,2   | 30-44 ans    | 18,2   |
| 16,2   | 15-29 ans    | 14,4   |
| 19,8   | 0-14 ans     | 18,1   |

### Enseignement
- École maternelle et élémentaire Maurice Decourtye (regroupement pédagogique de Bréchamps, Chaudon, Croisilles, Ormoy, Saint-Laurent-la-Gâtine).

## Économie
La commune accueillait le centre de vacances de la ville de Saint-Ouen dans le château de Mormoulins. Depuis 2016, ce n'est plus le cas et le château est fermé.

## Culture locale et patrimoine

### Lieux et monuments

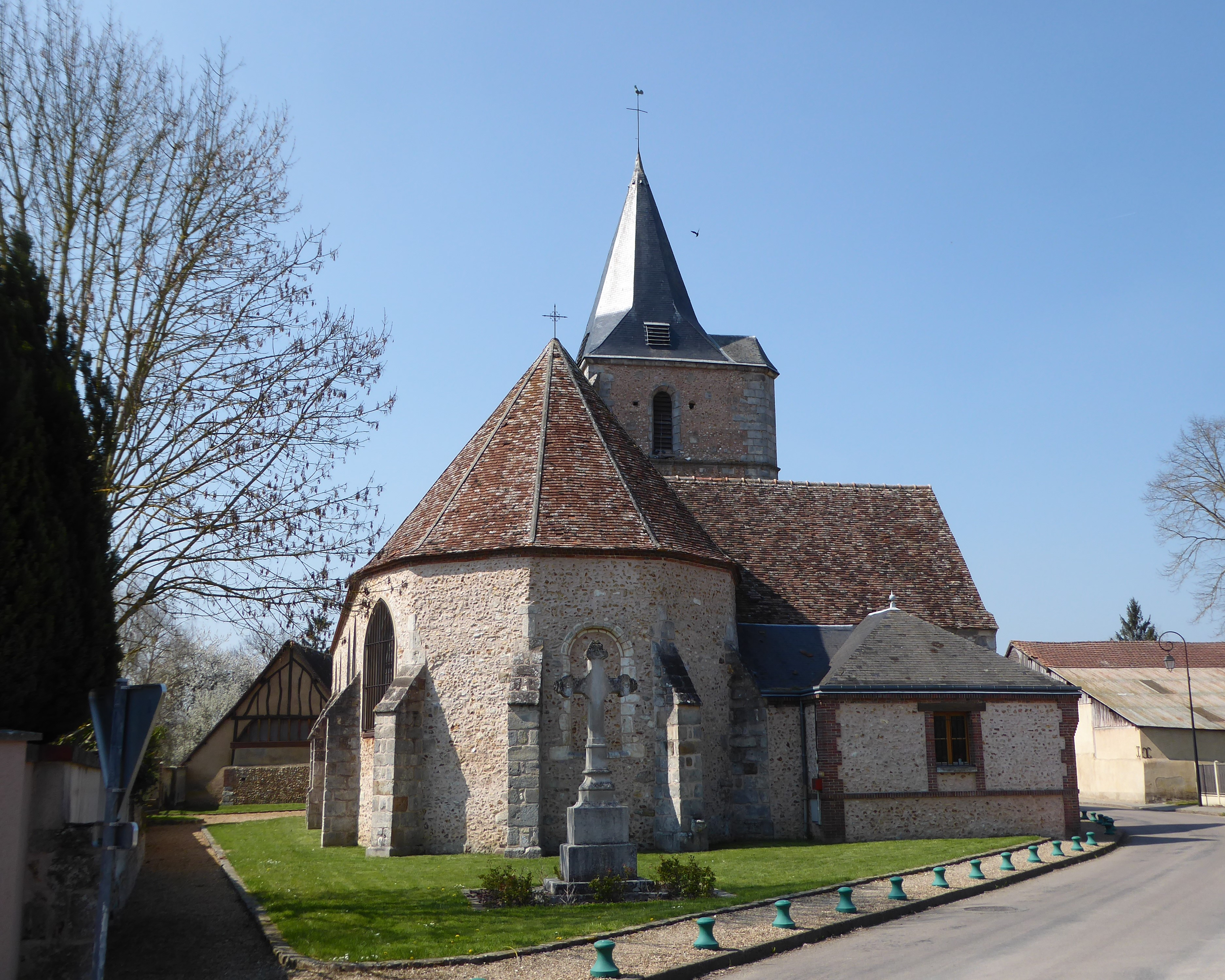
L'église Saint-Médard.

#### L'église Saint-Médard
Située rue de l'Église, sa construction date d'avant 1120.

#### Le moulin de Mormoulins
Inscrit MH (2003), le moulin de Mormoulins est un moulin à eau situé sur l'Eure dans le hameau de Mormoulins.

#### Autres lieux et monuments
- La prairie de la Porte et les étangs

Lieux et monuments de Chaudon
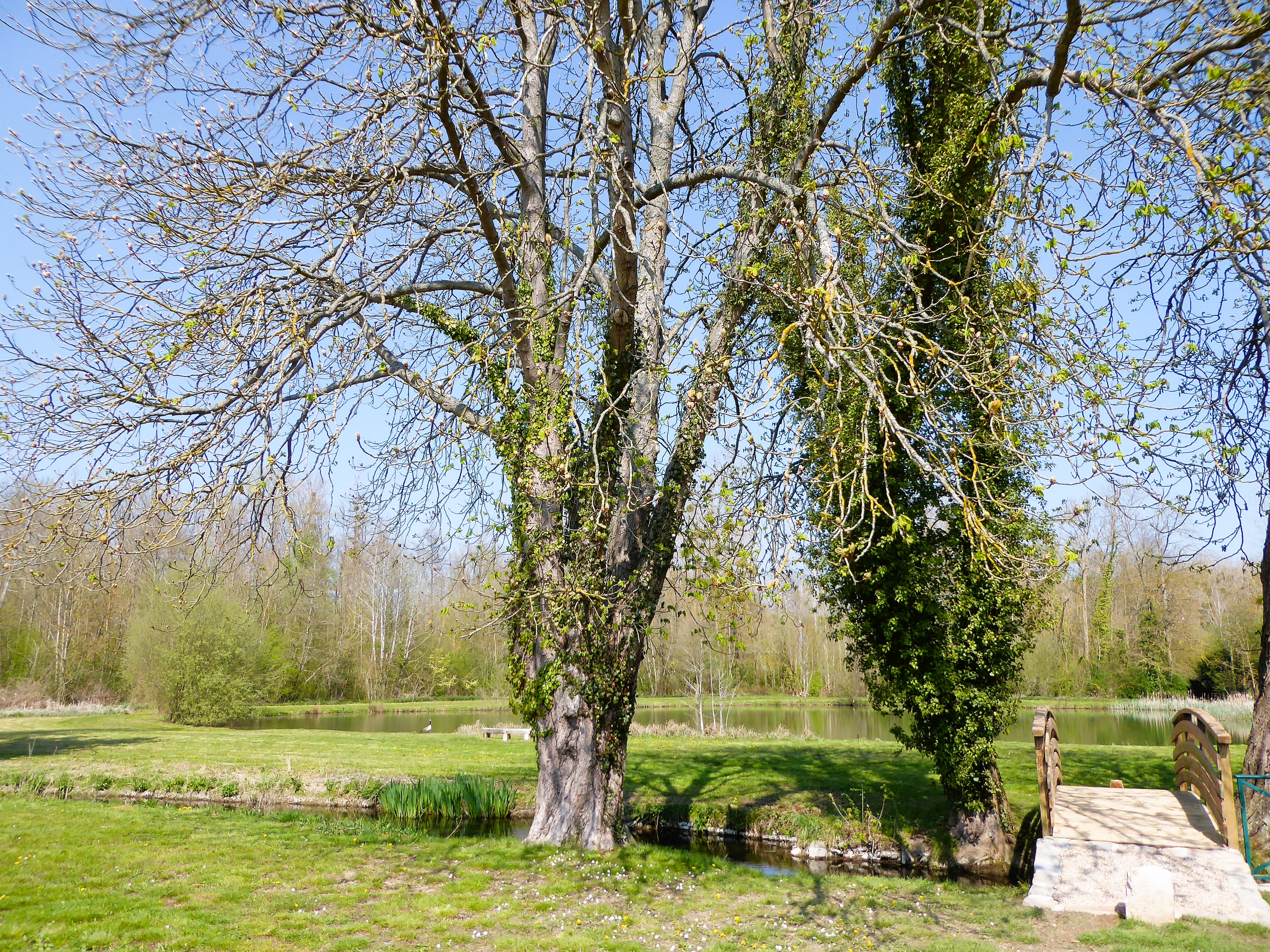
Prairie de la Porte.
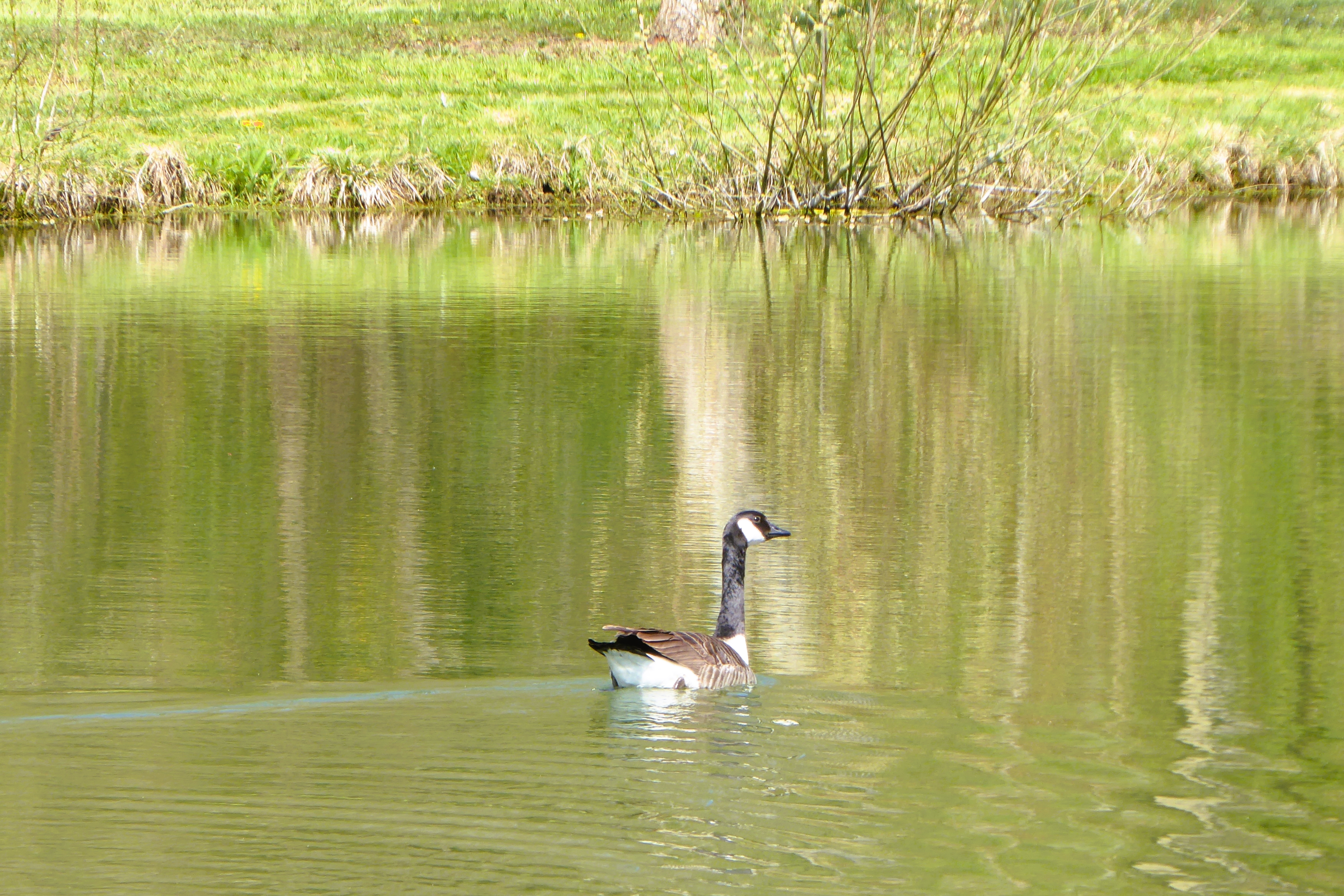
Oie sur l'étang de la prairie.
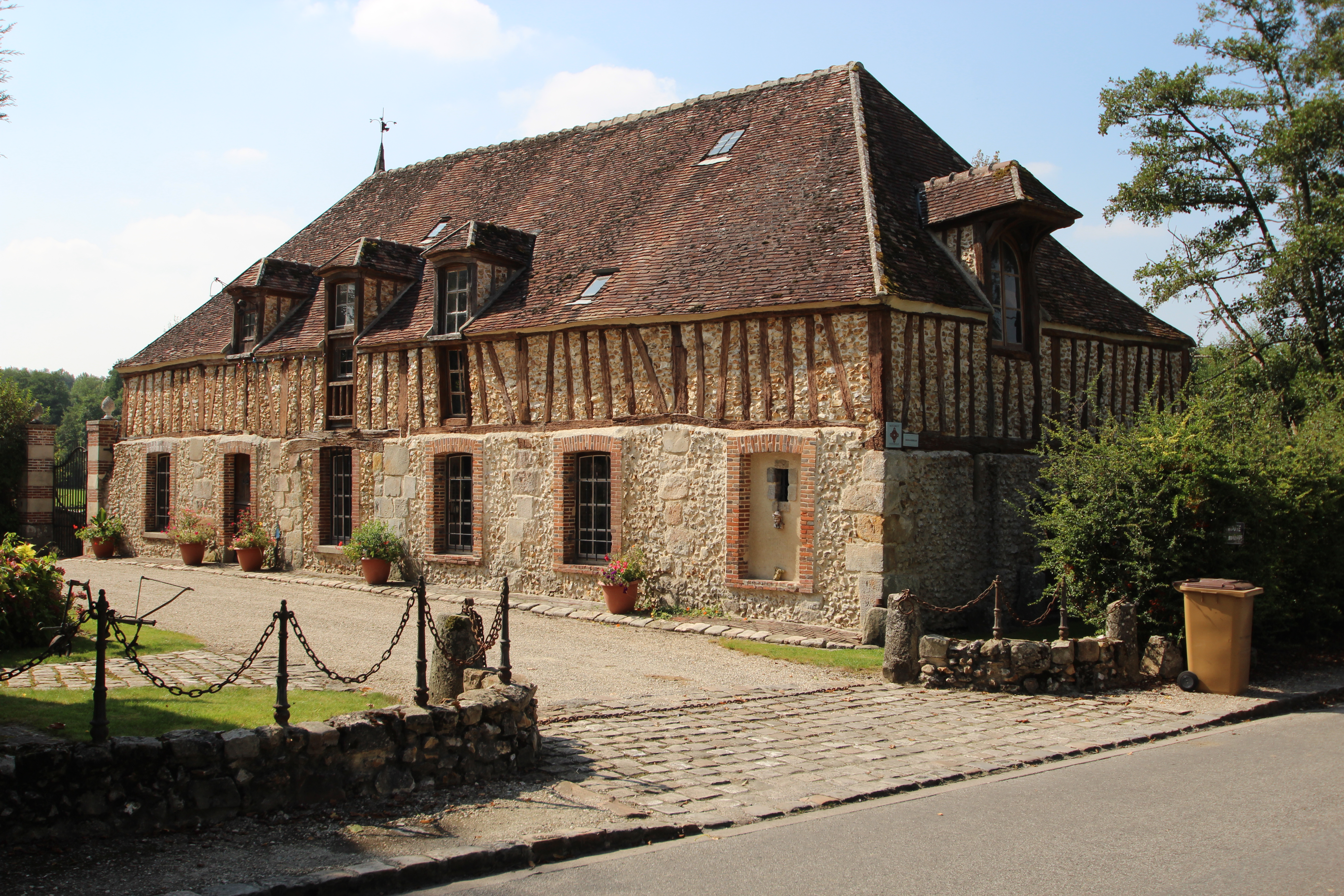
Moulin de Mormoulins.
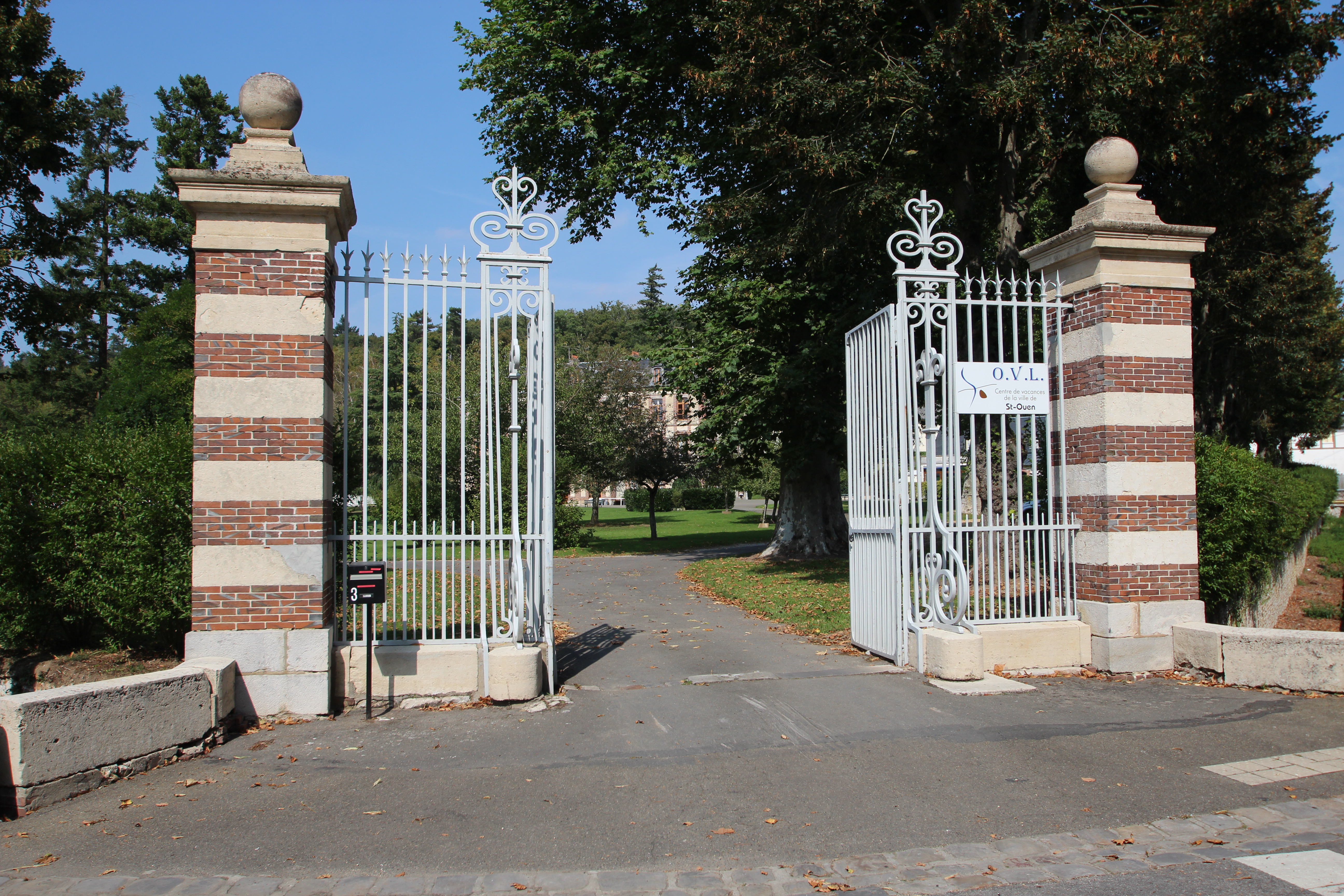
Entrée du château de Mormoulins.

### Personnalités liées à la commune

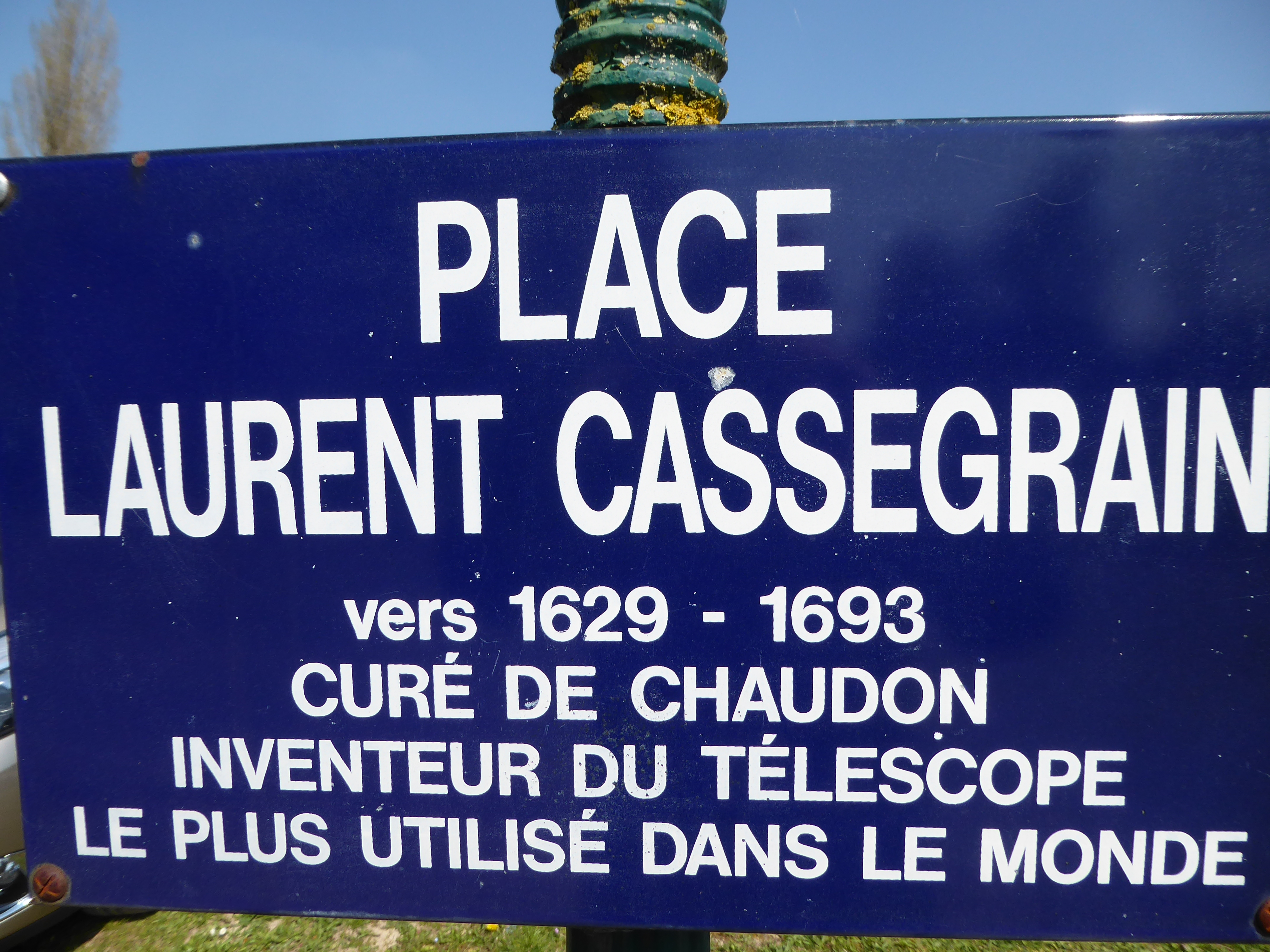
Plaque de la place Laurent Cassegrain à Chaudon.

- Laurent Cassegrain (1629 - Chaudon, 1693), curé de la paroisse et inventeur du télescope de type Cassegrain.

### Héraldique, logotype et devise
| Blason de Chaudon | Les armes de Chaudon se blasonnent ainsi : D'azur, à un chevron d'or, surmonté d'un croissant d'argent, et accompagné en chef de deux étoiles d'or, et en pointe d'un cygne d'argent becqué et membré de gueules. |